# Zogang
Zogang (en tibetano, མཛོ་སྒང་རྫོང; wylie, mdzo sgang rdzong; en chino, 左贡县; pinyin, Zuǒgòng xiàn léase Zuó-Kong)  es un condado bajo la administración directa de la Prefectura Chamdo en la Región autónoma del Tíbet, República Popular China. Su área es 11 839 km² y su población total para 2010 fue más de 40 mil habitantes.

## Administración
El condado de Zogang se divide en 10 pueblos que se administran en 3 poblados y 7 villas.